# Allá va eso

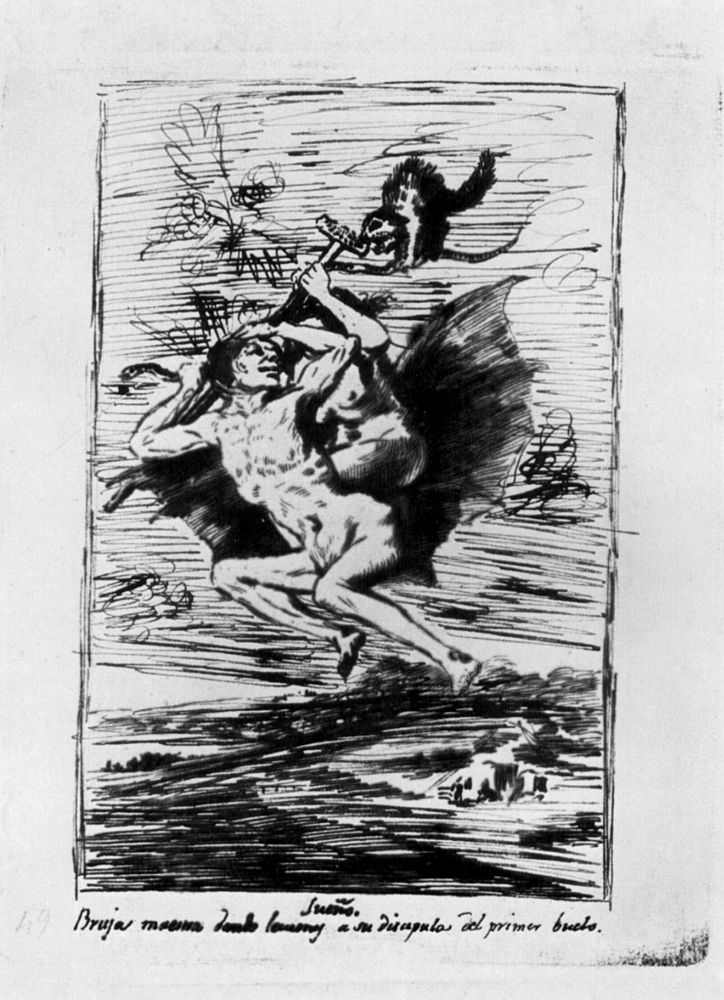
Dibujo preparatorio.

El aguafuerte Allá va eso es un grabado de la serie Los Caprichos del pintor español Francisco de Goya. Está numerado con el número 66 en la serie de 80 estampas. Se publicó en 1799.

## Interpretaciones de la estampa
Existen varios manuscritos contemporáneos que explican las láminas de los Caprichos. El que se encuentra en el Museo del Prado se tiene como autógrafo de Goya, pero parece más bien despistar y buscar un significado moralizante que encubra significados más arriesgados para el autor. Otros dos, el que perteneció a Ayala y el que se encuentra en la Biblioteca Nacional, realzan la parte más escabrosa de las láminas.
- Explicación de esta estampa del manuscrito del Museo del Prado: Ahí va una bruja a caballo en el diablo cojuelo. Este pobre diablo, de que todos hacen burla, no deja de ser útil algunas veces.[2]

- Manuscrito de Ayala:Ahí va una a caballo en el diablo cojuelo, que es útil algunas veces.[2]

- Manuscrito de la Biblioteca Nacional: Las viejas astutas, son las que pierden a los jóvenes; las echan a volar; y enseñan a ser sierpes y garduñas de los bolsillos.[2]